# أليكس ساموند
ألكسندر إليوت أندرسون ساموند وشهرته أليكس ساموند (بالإنجليزية: Alexander Elliot Anderson Salmond) (31 ديسمبر 1954 - 12 أكتوبر 2024) هو سياسي اسكتلندي، شغل منصب الوزير الأول الرابع لاسكتلندا في مايو 2007. تزعم الحزب الوطني الاسكتلندي، وخدم فترتين كل منهما تمتد عشر سنوات، أولًا من 1990 إلى 2000 والثانية من 2004 إلى 2014، وهو عضو في البرلمان الإسكتلندي عن أبردينشاير شرق. من 1987 إلى 2010 كان عضو برلمان عن بانف وبكن في مجلس العموم.
بعد إنشاء البرلمان الإسكتلندي في 1999، انتخب عضوًا في البرلمان الإسكتلندي عن بانف وبكن، وبذلك مثل المنطقة عضوًا في البرلمانين الإسكتلندي والبريطاني. استقال ساموند من منصبه رئيسًا للحزب الوطني الإسكتلندي في 2000 ولم يسع إلى إعادة انتخابه في البرلمان الإسكتلندي، إلا أنه استعاد مقعده في وست منستر في الانتخابات العامة 2001. وانتخب مرة أخرى رئيسًا للحزب الوطني الإسكتلندي في 2004 وفي السنة اللاحقة استعاد مقعده عن بانف وبكن في الانتخابات العامة 2005. في 2006 أعلن نيته المنافسة على مقعد دائرة جوردن الانتخابية في انتخابات البرلمان الإسكتلندي 2007، وفي هذه الانتخابات هزم ساموند عضو البرلمان الذي كان على هذا المقعد، وفي هذه الانتخابات أصبح الحزب الوطني الإسكتلندي أكبر الأحزاب. انتخب البرلمان الإسكتلندي ساموند وزيرًا أول في 16 مايو 2007.
لما كان ساموند وزيرًا أول من 2007 إلى 2011، ترأس حكومة أقلية في اسكتلندا، لكن بعد الانتخابات البرلمانية الاسكتلندية 2011 فاز الحزب الوطني الإسكتلندي بالأغلبية، وكان ساموند يقود الحزب في ذلك الوقت. خاض ساموند حملة حول الاحترار العالمي وفي الحكومة وضع قانونًا يلزم اسكتلندا بتخفيض الانبعاثات وتوليد الطاقة المتجددة. و يعد ساموند من أبرز دعاة استقلال اسكتلندا، ولطالما دعا إلى استفتاء حول هذا الموضوع. بعد اختيار المستفتين الاسكتلنديين بقاء اسكتلندا ضمن المملكة المتحدة في استفتاء تاريخي في 2014، أعلن ساموند أنه لن يقبل ترشيحه زعيمًا للحزب الوطني الإسكتلندي في مؤتمر الحزب السنوي المنعقد في نوفمبر 2014، وأعلن أيضًا أنه سيستقيل من منصب رئاسة الحكومة عندها.

## روابط خارجية
- أليكس ساموند على موقع IMDb (الإنجليزية)
- أليكس ساموند على موقع الموسوعة البريطانية (الإنجليزية)
- أليكس ساموند على موقع مونزينجر (الألمانية)
- أليكس ساموند على موقع قاعدة بيانات الفيلم (الإنجليزية)